# Jastrebarsko

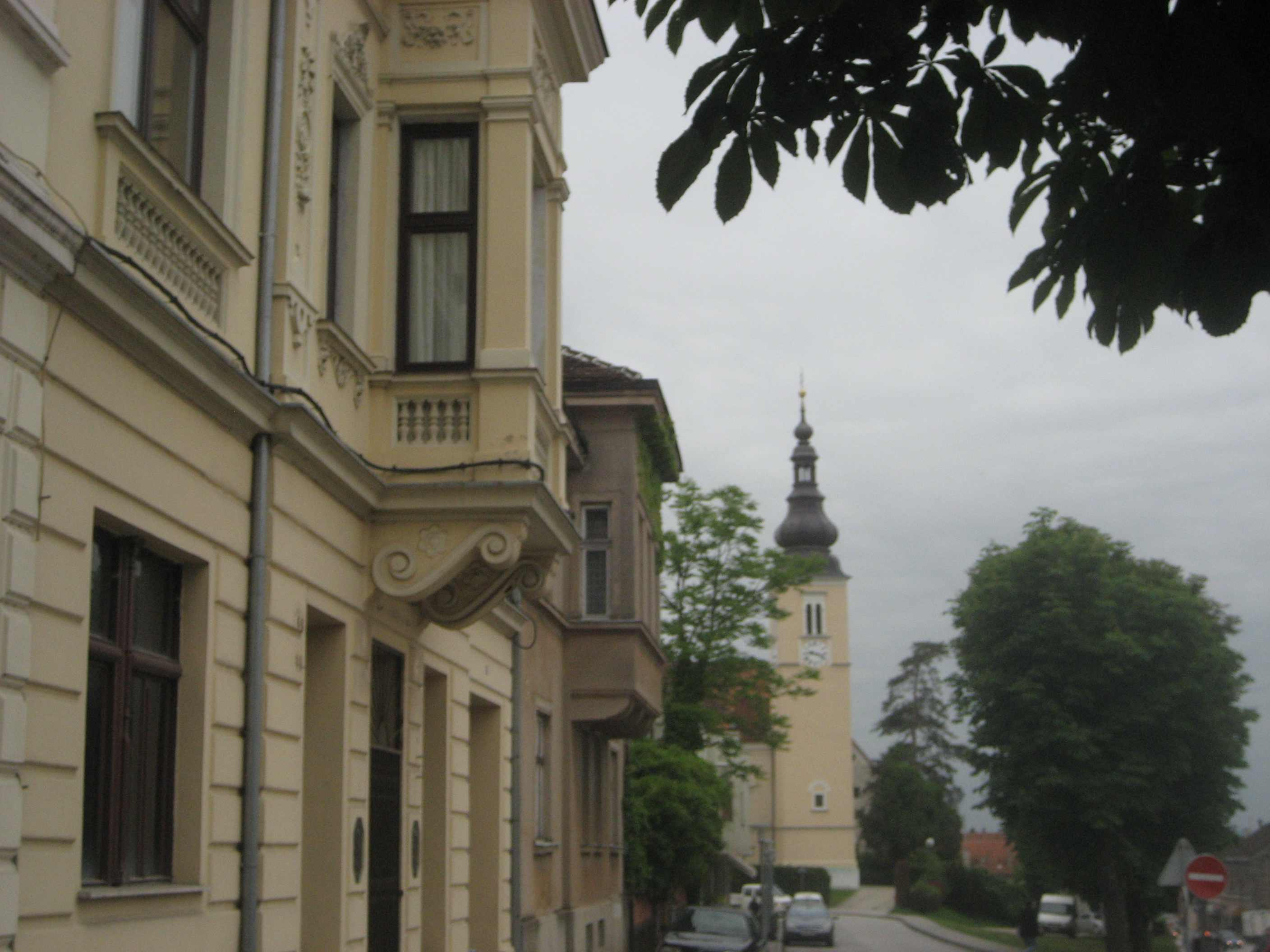
Jastrebarsko

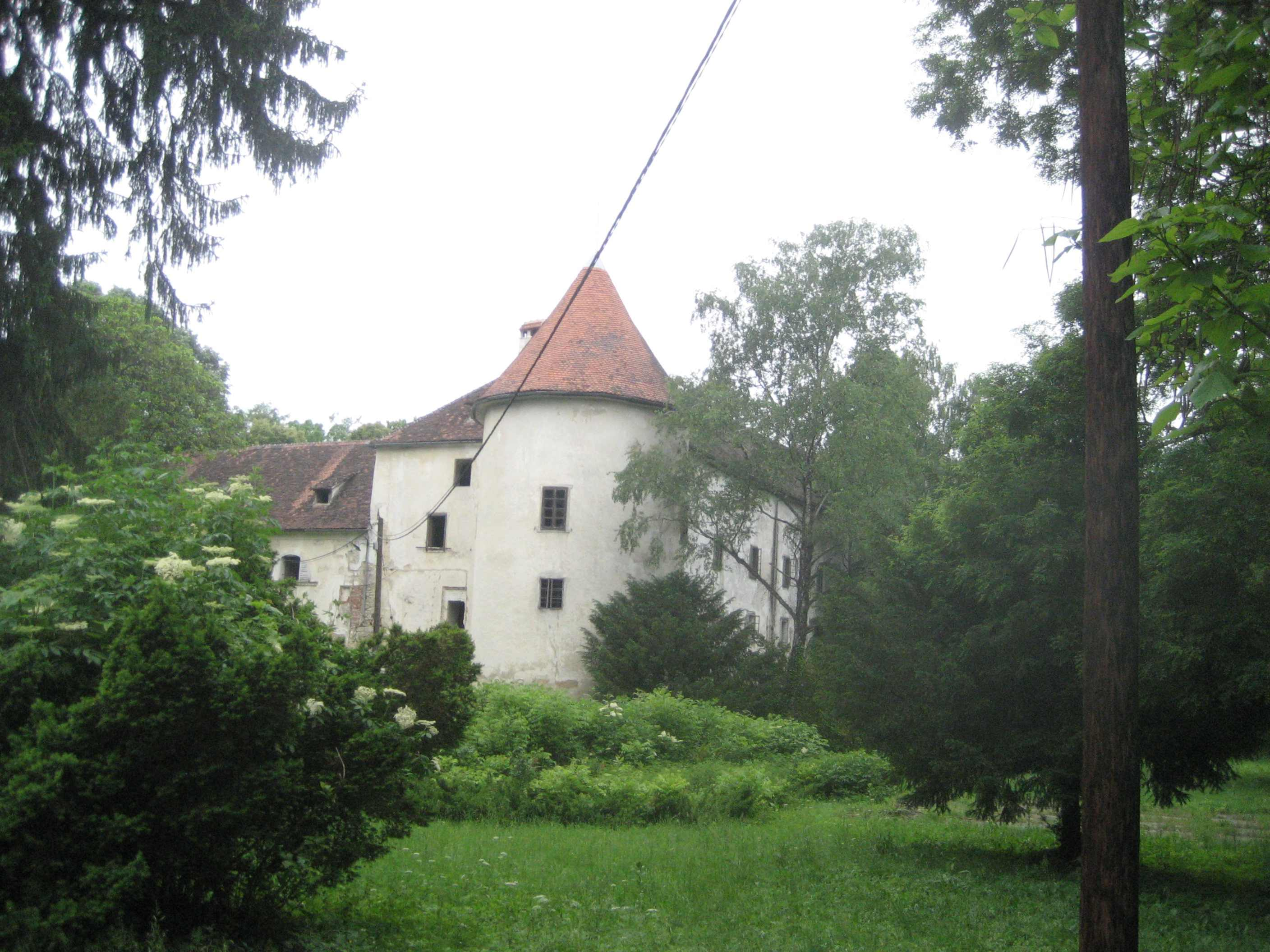
Schloss Erdödy

Jastrebarsko, oder abgekürzt auch Jaska genannt (jastreb bedeutet im Deutschen Habicht), ist eine Stadt im mittleren Teil Kroatiens, die zur Gespanschaft Zagreb gehört. Sie liegt auf halber Strecke zwischen Zagreb und Karlovac entlang der Autobahn A1. Nach der Volkszählung von 2011 zählt Jastrebarsko 15.866 Einwohner.
In der Stadt befindet sich ein Schloss der Grafen Erdődy. Während des Zweiten Weltkrieges gehörte die Stadt mit dem sich dort zwischen Juli und November 1942 befindenden Kinderkonzentrationslager KZ Jastrebarsko zum Gebiet des faschistischen Kroatien.

## Söhne und Töchter der Stadt
- Vladko Maček (1879–1964), jugoslawischer Politiker
- Ljubo Babić (1890–1974), Künstler
- Franjo Mikulić (1932–1983), Bürgermeister und späterer Dissident und Exilpolitiker (Kroatischer Nationalrat)
- Sabina Wullstein (* 1934), deutsche Ärztin